# الخوف من الجريمة
يشير الخوف من الجريمة إلى الخوف من الوقوع ضحية للجريمة بدلاً من الاحتمال الفعلي لكونك ضحية لها. ويقال إن الخوف من الجريمة، إلى جانب الخوف من الشوارع والخوف من الشباب، كان في الثقافة الغربية لـ «زمن سحيق». في حين يمكن التمييز بين الخوف من الجريمة في المشاعر والأفكار والسلوكيات العامة حول الخطر الشخصي للإيذاء الإجرامي، يمكن التمييز أيضًا بين الميل إلى رؤية الحالات على أنها خوف، والتجربة الفعلية أثناء وجودها في تلك المواقف، والتعبيرات الأوسع نطاقًا حول الثقافة والأهمية الاجتماعية للجريمة ورموز الجريمة في الأحياء الشعبية وفي حياتهم اليومية والرمزية.
الأهم من ذلك، يمكن أن يكون للمشاعر والأفكار والسلوكيات عدد من التأثيرات الوظيفية والخلل الوظيفي على الحياة الفردية والجماعية، اعتمادًا على المخاطر الفعلية والمناهج الذاتية للناس تجاه الخطر. على الجانب السلبي، يمكن أن تؤدي إلى تآكل الصحة العامة والرفاه النفسي؛ يمكنهم تغيير الأنشطة والعادات الروتينية؛ يمكنهم المساهمة في بعض الأماكن التي تتحول إلى مناطق «محظورة» عن طريق الانسحاب من المجتمع؛ ويمكن أن تستنزف تماسك المجتمع والثقة والاستقرار الحي. يمكن أن تكون درجة ما من الاستجابة العاطفية صحية: لقد أبرز علماء النفس منذ فترة طويلة حقيقة أن درجة ما من القلق يمكن أن تكون نشاطًا لحل المشكلات، وتحفيز الرعاية والاحتياطات، مما يبرز التمييز بين القلق المنخفض المستوى الذي يحفز الحذر ومضاد المخاوف الإنتاجية التي تضر الرفاه.
تشمل العوامل التي تؤثر على الخوف من الجريمة نفسية إدراك المخاطر، تعميم تمثيل لخطر الإيذاء (بشكل رئيسي عبر التواصل بين الأشخاص ووسائل الإعلام)، والتصورات العامة لاستقرار الحي وانهياره، تأثير سياق الحي، وعوامل أوسع حيث تعبر المخاوف من الجريمة عن قلقها بشأن وتيرة التغيير الاجتماعي واتجاهه. هناك أيضًا بعض التأثيرات الثقافية الأوسع نطاقًا. على سبيل المثال، جادل البعض بأن العصر الحديث قد ترك الناس حساسين بشكل خاص لقضايا السلامة وانعدام الأمن.
كان للخوف من الجريمة تأثير عميق على معدل السجن في الولايات المتحدة، بعد أن ألهم سياسات «صارمة ضد الجريمة» في الثمانينيات والتي أدت إلى انتشار الأحكام الصارمة. بدأت معدلات الجريمة في الانخفاض قبل تنفيذ سياسات إصدار الأحكام الجديدة. ومن الأمور المهمة أيضًا كيف على الرغم من انخفاض الجريمة، زادت التغطية الإعلامية للجريمة بنسبة 600% بين عامي 1998 و 2008. سيطرت «ثقافة الخوف» في وسائل الإعلام إلى حد كبير على القصص المتكررة للجريمة والعقاب.

## الجوانب العاطفية للخوف من الجريمة
الجانب الأساسي من الخوف من الجريمة هو مجموعة المشاعر التي يثيرها المواطنون من خلال احتمال الإيذاء. في حين أن الناس قد يشعرون بالغضب والغضب إزاء مدى الجريمة واحتمالها، فإن الدراسات الاستقصائية عادة ما تسأل الناس «من يخافون؟» و «ما مدى قلقهم؟». إن الإجابات الأساسية التي يقدمها الناس هي -في أكثر الأحيان- بعدين لـ «الخوف»: * تلك اللحظات اليومية التي تقلق عندما يشعر المرء بالتهديد الشخصي
- مزيد من القلق المنتشر أو «المحيط» حول المخاطر.

في حين أن التدابير القياسية للقلق بشأن الجريمة تظهر بانتظام ما بين 30% و50% من سكان إنجلترا وويلز تعبر عن نوع من القلق بشأن الوقوع ضحية، يكشف التحقيق أن القليل من الأفراد قلقون بالفعل على سلامتهم على أساس يومي. يمكن للمرء بالتالي التمييز بين الخوف (العاطفة، والشعور بالقلق أو الرهبة الناجم عن الوعي أو توقع الخطر) وبعض القلق الأوسع. قد يكون بعض الأشخاص أكثر استعدادًا للاعتراف بمخاوفهم ومكامن الضعف لديهم من الآخرين.
يمكن التمييز بين القلق بشأن الجريمة وتصورات خطر الإيذاء الشخصي (أي الجوانب المعرفية للخوف من الجريمة). يشمل القلق بشأن الجريمة تقييمات عامة لحجم مشكلة الجريمة.
مثال على سؤال يمكن طرحه هو ما إذا كانت الجريمة قد زادت أو انخفضت أو بقيت على حالها في فترة معينة و/أو في منطقة معينة، على سبيل المثال حي المجيبين. بين عامي 1972 و2001، أظهر استطلاع غالوب أن المشاركين الأميركيين يعتقدون أن الجريمة قد انخفضت. على النقيض من ذلك، فإن الجانب المعرفي للخوف من الجريمة يشمل التصورات العامة حول احتمال الوقوع ضحية، والحواس العامة للسيطرة على هذه الاحتمالات، والتقديرات العامة لخطورة عواقب الجريمة. من المحتمل أن يشعر الأشخاص الذين يتعرضون بشكل خاص للإيذاء بأنهم على الأرجح مستهدفون بشكل خاص من قبل المجرمين (أي من المحتمل أن يكونوا ضحية)، وأنهم غير قادرين على التحكم في الاحتمال (أي أن لديهم فعالية ذاتية منخفضة)، وأن العواقب سيكون شديد بشكل خاص. بالإضافة إلى ذلك، قد تتفاعل هذه المكونات الثلاثة المختلفة لإدراك المخاطر: تأثير الاحتمالية على الاستجابة العاطفية اللاحقة (القلق، الخوف، القلق، وما إلى ذلك) من المرجح أن يكون قويًا بشكل خاص بين أولئك الذين يشعرون أن العواقب عالية والفعالية الذاتية منخفض.

## الجوانب السلوكية الخوف من الجريمة
الطريقة الثالثة لقياس الخوف من الجريمة هي سؤال الناس عما إذا كانوا يتجنبون مناطق معينة أو يحمون أشياء معينة أو يتخذون تدابير وقائية. بهذه الطريقة، يمكن أن يصبح قياس الخوف من الجريمة أمرًا بسيطًا نسبيًا، لأن الأسئلة المطروحة تستفيد من السلوك الفعلي والحقائق «الموضوعية»، مثل مقدار الأموال التي يتم إنفاقها على جهاز إنذار ضد السرقة أو أقفال إضافية. على الرغم من أن بعض الباحثين، مثل جيسي أوموريجي، يجادلون بأن قياس الخوف من الجريمة يمكن أن يكون مشكلة لأن هناك عوامل مختلفة مثل آثار الرغبة الاجتماعية، أو تقليل حجم المشاركين أو المبالغة في تقدير خوفهم الذي قد يؤثر على موثوقية البيانات قد يكون بعض من الخوف صحيًا لبعض الأشخاص، مما يخلق «دفاعًا طبيعيًا» ضد الجريمة. باختصار، عندما يكون خطر الجريمة حقيقيًا، فإن مستوى معين من «الخوف» قد يكون فعليًا «فعليًا»: قد يحفز القلق بشأن الجريمة الاحتياطات التي تجعل الناس يشعرون بالأمان وتقلل من خطر ارتكاب الجريمة. الخوف من الجريمة هو سمة مهمة للغاية في علم الإجرام.
ولعل أكبر تأثير على الخوف من الجريمة هو الاهتمام العام باضطرابات الحي والتماسك الاجتماعي والفعالية الجماعية. لقد أصبح حدوث الجريمة وخطرها مرتبطًا بمشاكل الاستقرار الاجتماعي، والإجماع الأخلاقي، وعمليات الرقابة الجماعية غير الرسمية التي تدعم النظام الاجتماعي للمنطقة المحيطة. إن مثل هذه القضايا اليومية، مثل: تسكع الشباب، وروح المجتمع الفقيرة وتدني مستويات الثقة والتماسك تنتج معلومات عن المخاطر وتولد شعوراً بعدم الارتياح وعدم الأمان وعدم الثقة في البيئة (تشير الدوافع إلى نقص المجاملات التقليدية والنظام الاجتماعي المنخفض المستوى في الأماكن العامة). علاوة على ذلك، يعبر الكثير من الناس من خلال خوفهم من الجريمة عن بعض المخاوف الأوسع حول انهيار الحي، وفقدان السلطة الأخلاقية، وانهيار الكياسة ورأس المال الاجتماعي.
يمكن للناس أن يتوصلوا إلى استنتاجات مختلفة حول نفس البيئة الاجتماعية والمادية: يمكن لشخصين يعيشان بجوار بعضهما البعض ويتشاركان في نفس الحي أن ينظروا إلى الاضطراب المحلي بشكل مختلف تمامًا. لماذا قد يكون لدى الناس مستويات مختلفة من التسامح أو الحساسية لهذه الإشارات الغامضة المحتملة؟ أشارت الأبحاث في المملكة المتحدة إلى أن المخاوف الاجتماعية الأوسع حول سرعة واتجاه التغيير الاجتماعي قد تحول مستويات التسامح إلى محفزات غامضة في البيئة. الأفراد الذين لديهم آراء أكثر استبدادية حول القانون والنظام، والذين يشعرون بالقلق بشكل خاص حول تدهور طويل الأجل للمجتمع، قد يكونون أكثر عرضة للإدراك في الاضطراب في بيئتهم (صافي الظروف الفعلية لتلك البيئة). قد يكونون أكثر عرضة لربط هذه الإشارات المادية بمشاكل التماسك الاجتماعي والإجماع، وانخفاض جودة الروابط الاجتماعية والسيطرة الاجتماعية غير الرسمية.

## التواصل الشخصي ووسائل الإعلام

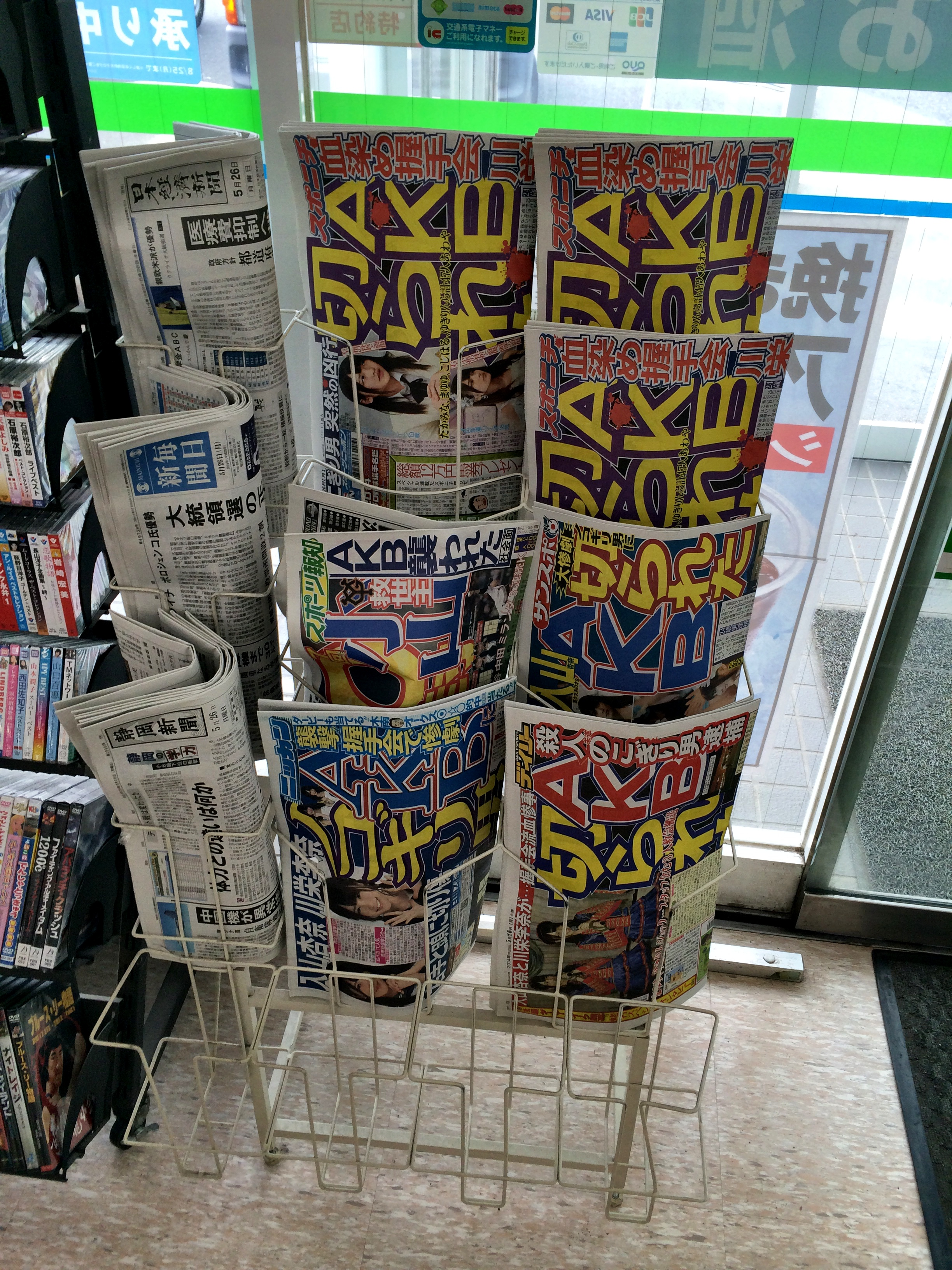
صفحات كاملة من الصحف اليابانية حول جريمة خلفت 3 جرحى

الاستماع إلى الأحداث؛ معرفة الآخرين الذين وقعوا ضحية، ويعتقد أن هذه تثير تصورات لخطر الإيذاء. وقد تم وصف هذا بأنه «مضاعف للجريمة»، أو عمليات تعمل في البيئة السكنية من شأنها أن «تنشر» آثار الأحداث الإجرامية. يوجد مثل هذا الدليل على أن سماع ضحية الأصدقاء أو الجيران يزيد من القلق حيث إن التجارب غير المباشرة للجريمة قد تلعب دوراً أقوى في القلق بشأن الإيذاء من التجربة المباشرة. ومع ذلك، هناك ملاحظة تحذيرية: «... لا يعرف الكثير من سكان الحي عن الجريمة بشكل غير مباشر عبر القنوات التي قد تؤدي إلى تضخيم الصورة أو تصغيرها أو تحريفها.» إن مفهوم المخاطر الجنائية للموضوع مبالغ فيه من خلال التواصل بين الأقران حول الجريمة، ويتم الإشراف عليه فقط من خلال التجربة الخاصة.
لا شك أن التصورات العامة لخطر الجريمة تتشكل بقوة من خلال التغطية الإعلامية الجماهيرية. يلتقط الأفراد من وسائل الإعلام والتواصل بين الأشخاص الذين يوزعون صوراً للحدث الإجرامي من مرتكبي الجرائم والضحايا والدوافع والتمثيل للجرائم المترتبة على ذلك، والتي لا يمكن السيطرة عليها، والإثارة. قد تكون فكرة «التشابه التحفيزي» هي المفتاح: إذا كان قارئ صحيفة ما يتطابق مع الضحية الموصوفة، أو يشعر أن حيهم يشبه ما هو موصوف، عندئذٍ يمكن أخذ صورة المخاطرة وتخصيصها وترجمتها إلى مخاوف السلامة الشخصية.
ومع ذلك، فإن العلاقة بين الخوف من الجريمة ووسائل الإعلام غير واضحة، على الأقل في ترتيبها السببي. لوضع هذه المعضلة بعبارات بسيطة: هل يخشى الناس الجريمة لأن الكثير من الجرائم يتم عرضها على شاشات التلفزيون؟ أم أن التليفزيون يقدم فقط لقطات عن الجرائم لأن الناس يخشون الجريمة ويريدون رؤية ما يحدث؟ يمكن لطبيعة الجريمة المعقدة أن تسمح لوسائل الإعلام باستغلال السذاجة الاجتماعية، بحيث لا تغطي الجريمة انتقائية فحسب، بل تشوه أيضًا عالم الجريمة اليومي. يقول البعض إن وسائل الإعلام تساهم في خلق مناخ من الخوف، لأن تواتر الإيذاء الفعلي هو جزء صغير من الجريمة المحتملة. [2]
نظرًا لأن الجريمة تمثل ما يصل إلى 25% من التغطية الإخبارية، فإن جودة التغطية وزادتها تصبح مشكلة. تعرض وسائل الإعلام جرائم العنف بشكل غير متناسب، مع إهمال الجرائم البسيطة. واقع وجرائم العنف قد تراجع في السنوات ال10 الماضية مشوهة الملامح العامة للمجرمين في وسائل الإعلام، مما تسبب في سوء فهم المخالف الجنائية.
ولكن لسوء الحظ، على الرغم من الأدبيات الوفيرة عن التأثيرات الإعلامية -وخاصة فرضية «العالم المتوسط»- لم يتم عمل الكثير في كيفية تعميم تمثيل الجريمة وصورها ورموزها في المجتمع، ونقلها وتحويلها من قِبل جهات فاعلة متعددة مع مجموعة واسعة من الآثار، فقط للترجمة إلى مخاوف شخصية حول الجريمة. ربما سيأخذ العمل المستقبلي في الاعتبار آليات النقل التي يتم من خلالها نشر التوضيحات والمعتقدات والمواقف حول المخاطر المجتمعية في سياقات اجتماعية وثقافية مختلفة.
يمكن أيضًا فهم الخوف من الجريمة من منظور بنائي اجتماعي. مصطلح الخوف من الجريمة ومفهومها، على سبيل المثال، لم يدخلا في المعجم العام أو السياسي حتى منتصف الستينيات. هذا لا يعني أن الأفراد لم يخشوا إيذاء الجريمة قبل هذه الفترة، ومن الواضح أنهم فعلوا ذلك في نقاط مختلفة في التاريخ بدرجات متفاوتة. ومع ذلك، فإنه يدل على أن الخوف من الجريمة أصبح جزءًا فقط من الاقتصاد السياسي عندما بدأ الباحثون في قياسه وتحليله تحت رعاية لجنة الرئيس الأمريكية لإنفاذ القانون وإقامة العدل والتي نشرت عام 1967 مرة واحدة وكان الخوف من الجريمة وهي التسمية التي يمكن نشرها كتكتيك سياسي في القانون والنظام السياسي. كما أصبح شيئًا يمكن للمواطنين أن يختبروه كرد فعل عاطفي على تهديد الإيذاء. بعد ذلك، سمح تشكيل حلقة «الخوف من ردود الفعل بشأن الجريمة» باستطلاع المزيد من المواطنين على أنهم خائفون، والمزيد من السياسيين ليكونوا قادرين على استخدام الخوف من الجريمة كقضية سياسية، وبيع المنتجات الأمنية على خلفية الخوف من الجريمة وما إلى ذلك. دوامة متزايدة باستمرار أن الخوف الجريمة الجريمة. علاوة على ذلك، بمجرد أن يُنظر إلى المواطنين على أنهم مدفوعون بمخاوف بشأن الجريمة، يمكن استخدام الخوف من الجريمة كطريقة لمسؤولية لتنشيط المواطنين للقيام بأنفسهم أو استهلاك المنتجات بطرق تقلل من تعرضهم لإيذاء الجريمة. إن هذا النهج لفهم الخوف من الجريمة لا ينكر تجارب الأفراد الذين يخشون إيذاء الجريمة، ولكنه يشير إلى أن مثل هذه التجارب يجب أن تُفهم على أنها مرتبطة ارتباطًا وثيقًا بالسياقات الاجتماعية-السياسية الأوسع.

## روابط خارجية
- «الخوف من الجريمة والمخاطر المتصورة». ببليوغرافيا أوكسفورد على الإنترنت: علم الإجرام.
- «تقرير مكتب التحقيقات الفيدرالي عن الجريمة العنيفة لعام 2010.» مكتب التحقيقات الفدرالي الصفحة الرئيسية على الإنترنت.

1. 1 2   هيل، سي (1996).
2. ↑  Jackson، Jonathan؛ Farrall، Stephen؛ Gray، Emily (2007). "Theorising the Fear of Crime: The Cultural and Social Significance of Insecurities about Crime by Stephen Farrall, Emily Gray, Jonathan Jackson :: SSRN". Papers.ssrn.com. DOI:10.2139/ssrn.1012393. SSRN:1012393.
3. ↑   بيرسون، ج .
4. ↑   Gabriel، U. & Greve، W. (2003).
5. ↑   جاكسون، جي (2004).
6. 1 2 3  Omoregie, Jesse (6 Mar 2018). "The Role of Neighbourhood Condition and Ethnicity on Fear of Crime" (بالإنجليزية). Rochester, NY. DOI:10.2139/ssrn.3135478. Archived from the original on 2019-12-11. {{استشهاد بدورية محكمة}}: الاستشهاد بدورية محكمة يطلب |دورية محكمة= (help)
7. ↑   ستافورد، م.، تشاندولا، ت.، ومارموت، م. (2007).
8. ↑   جاكسون، جيه آند ستافورد، م. (2009).
9. ↑  Jackson، Jonathan؛ Gray، Emily؛ Brunton-Smith، Ian (10 مارس 2010). "Decoding Disorder: On Public Sensitivity to Low-Level Deviance by Jonathan Jackson, Emily Gray, Ian Brunton-Smith". SSRN. DOI:10.2139/ssrn.1567953. SSRN:1567953.
10. ↑   Jackson، J. & Gray، E. (2010).
11. ↑   Gray، E.، Jackson، J. and Farrall، S. (2011).
12. ↑   جاكسون، جي (2006).
13. ↑   جاكسون، جيه (2011).
14. 1 2   Skogan، W. and Maxfield، M. (1981) التعامل مع الجريمة، بيفرلي هيلز: سيج.
15. ↑   ويلسون.
16. 1 2   Wyant، BR (2008).
17. ↑   Brunton-Smith، I.، & Sturgis، P. (2011).
18. ↑  "Urban Fear and its Roots in Place by Ian Brunton-Smith, Jonathan Jackson". SSRN. SSRN:1670657. {{استشهاد ويب}}: الوسيط |مسار= غير موجود أو فارع (مساعدة)
19. ↑   Merry، S. (1981).
20. 1 2   Girling، E.، Loader، I. & Sparks، R. (2000).
21. 1 2   لي، م. (1999).
22. 1 2 3   لي، م. (2001).
23. ↑   Zedner، L. (2003).
24. ↑   Furedi، F. (2006).
25. ↑   Farrall، S. & Gadd، D. (2004).
26. ↑   Gray، E.، Jackson، J. and Farrall، S. (2008).
27. ↑   وار، م. (2000).
28. ↑   ساكو، (2005).
29. ↑   Sutton، RM، & Farrall، SD (2005).
30. ↑   Vanderveen، G. (2006).
31. ↑   جاكسون، ج. (2009).
32. ↑   وار، م. (1987).
33. ↑   Perkins، D. & Taylor، R. (1996).
34. ↑   Bannister، J. (1993).
35. ↑   Innes، M. (2004) جرائم الإشارة واضطرابات الإشارة: ملاحظات على الانحراف كعمل تواصلي.
36. ↑   تولوش، م. (2003).
37. ↑   جوفمان، E. (1971) العلاقات في الأماكن العامة.
38. ↑   Farrall، S.، Jackson، J. and Gray، E. (2009).
39. ↑   Carvalho، I. & Lewis، DA (2003).
40. ↑   Sampson، RJ and Raudenbush، SW (2004).
41. ↑   جاكسون، جي (2004) "التجربة والتعبير: الأهمية الاجتماعية والثقافية في الخوف من الجريمة"
42. ↑   Farrall، S.، Jackson، J. and Gray، E. (October 2009).
43. ↑   تايلر، TR (1984) "تقييم خطر الإيذاء الإجرامي: دمج تجربة الإيذاء الشخصي والمعلومات المنقولة اجتماعيًا."
44. ↑   تايلر، TR (1980) "تأثير الأحداث المباشرة وغير المباشرة: أصل الأحكام والسلوكيات المتعلقة بالجريمة" مجلة الشخصية وعلم النفس الاجتماعي 39: 13-28
45. ↑   Covington، J. and Taylor، RB (1991).
46. ↑   Taylor، RB and Hale، M. (1986).
47. ↑   Skogan، W. (1986) " الخوف من الجريمة وتغيير الحي ". نسخة محفوظة 22 يوليو 2016 على موقع واي باك مشين.
48. ↑   92 وانج = دي% 5B% 5D نسخة محفوظة 16 ديسمبر 2019 على موقع واي باك مشين.
49. ↑   وينكل، FW & Vrij، A. (1990).
50. ↑   Ferraro، K. (1995).
51. ↑   Maguire، M. Morgan، R. and Reiner، R. (1997).
52. ↑  "FBI — Violent Crime". Fbi.gov. مؤرشف من الأصل في 2016-06-26. اطلع عليه بتاريخ 2014-05-05.
53. 1 2 3   لي، م. (2007).
54. ↑   بيرسون، ج. (1983).
55. ↑   شوفالييه، L. (1973).
56. ↑   اينيس، ص. (1967).
57. ↑   Biderman، AD، Johnson، LA، McIntyre، J. and Weir، AW (1967)
58. ↑   ريس، ايه. (1967).
59. ↑   هاريس، ر. (1969).
60. ↑   Ditton، J.، & Farrall، S. (2000).
61. ↑   Garland، D. (2001).

- Vilalta، C. (2010). "Fear of crime in gated communities and apartment buildings: a comparison of housing types and a test of theories". Journal of Housing and the Built Environment. ج. 26 ع. 2: 107. DOI:10.1007/s10901-011-9211-3.